# Evariste Nana Kuate
Evariste Nana Kuate (* 8. August 2000) ist ein kamerunischer Leichtathlet, der sich auf den Sprint spezialisiert hat.

## Sportliche Laufbahn
Erste internationale Erfahrungen sammelte Evariste Nana Kuate im Jahr 2024, als er bei den Afrikameisterschaften in Douala mit 48,29 s in der ersten Runde im 400-Meter-Lauf ausschied und mit der kamerunischen 4-mal-400-Meter-Staffel in 3:16,45 min den achten Platz belegte. Zudem gelangte er mit der Mixed-Staffel mit 3:30,95 min auf Rang sieben.
2024 wurde Nana Kuaste kamerunischer Meister im 400-Meter-Lauf.

## Persönliche Bestleistungen
- 400 Meter: 47,13 s, 1. Mai 2022 in Yaoundé